# 彭集村
35°51′47″N 116°27′36″E / 35.862928°N 116.460042°E

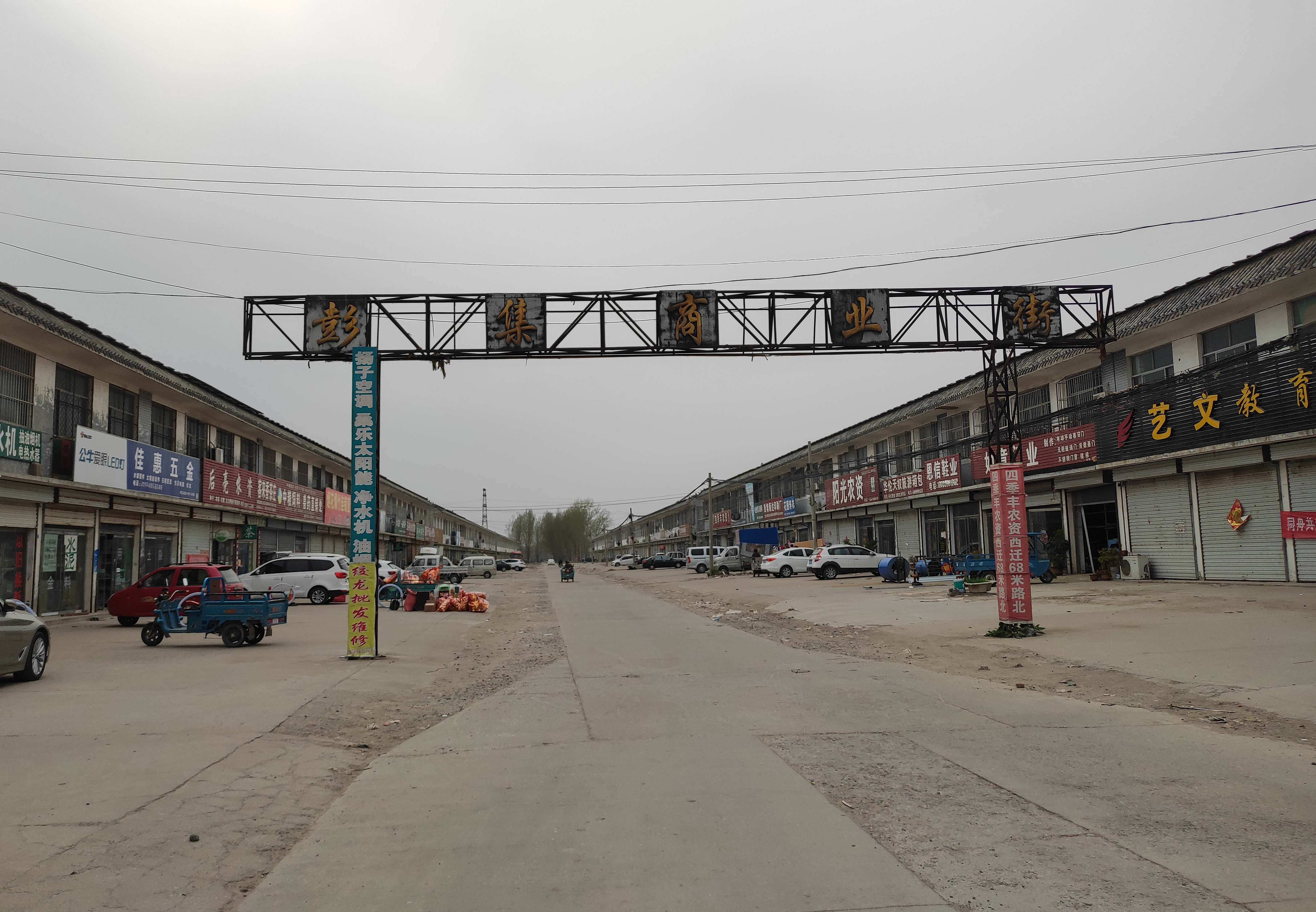
彭集商业街

彭集村，是中华人民共和国山东省泰安市东平县彭集街道下辖的一个行政村。该村位于彭集街道中部，为彭集街道办事处机关所在地。
明朝正统年间，彭姓建村于此，取名彭家庄。崇祯十二年，村内成立集市，更名为彭集。清朝时期，彭集村为安里仁保所在地。民国时期，为东平四区所在地。